# اليوم الوطني لحرية الإنترنت
اليوم الوطني لحرية الإنترنت  (بالفرنسية: Journée nationale pour la liberté d'Internet) هو يوم أنشأ في 2012 من قبل الرئيس التونسي المنصف المرزوقي، ويتم الاحتفال به كل يوم 13 مارس من كل سنة في تونس. هو يوم خصص لذكرى مستخدمي الإنترنت الذين كافحوا وناضلوا من أجل حرية الإنترنت تحت نظام زين العابدين بن علي، وخاصة يذكر منهم زهير اليحياوي أين توفي في مثل هذا اليوم في 2005، والذي يلقب «بأول شهيد إنترنت في تونس».

قبل الثورة التونسية في 2011، عدة مواقع ويب وقعت تحت الرقابة والتحكم فيها، وعدة مستخدمي إنترنت تم توقيفهم وتعذيبهم ووصلت حتى الحكم عليهم بالسجن.

## مقالات ذات صلة
- الرقابة على الإنترنت في تونس
- الرقابة في تونس
- الإنترنت في تونس